# Міжнародний день проти гомофобії

Символ Міжнародного дня проти гомофобії включає рожевий трикутник

Міжнародний день проти гомофобії і трансфобії (англ. International Day Against Homophobia and Transphobia, IDAHO або IDAHOT або IDAHOBiT) — відзначається 17 травня у зв'язку з тим, що 17 травня 1990 року гомосексуальність була виключена з Міжнародної класифікації хвороб (МКХ).

## Історія
У 2003 році у франкомовній канадській провінції Квебек організацією Fondation Émergence був оголошений і проведений у червні Народний день проти гомофобії (National Day Against Homophobia). Услід за цією ініціативою у серпні 2004 року французький університетський лектор і активіст кампаній за права чорношкірих, геїв, лесбійок, бісексуалів і транссексуалів, Луї-Жорж Тен висунув пропозицію відзначати аналогічний день у світовому масштабі.
Основним завданням цього повинне було стати привертання громадської уваги до геїв, лесбійок, бісексуалів і транссексуалів (ЛГБТ), особливо в тих країнах, де питання сексуальності досі вважаються табу, а ЛГБТ-люди піддаються дискримінації. День був вибраний не випадково — саме 17 травня 1990 року Генеральна асамблея ВООЗ (Всесвітній організації охорони здоров'я) виключила гомосексуальність зі списку психічних захворювань.
Тен виразив надію, що цей день допоможе поліпшити життя тих людей, які цього найбільше потребують:
|  | Ми хочемо показати, що боротьба з гомофобією — це справа не лише самих геїв, лесбійок і транссексуалів, ця боротьба — також справа влади і воля усього суспільства. |

Для заснування Міжнародного дня боротьби з гомофобією організаційний комітет опублікував петицію Луї-Жоржа Тена «За міжнародний день боротьби з гомофобією», звернену до ООН, урядів і парламентів усіх країн.
До 17 травня 2005 року, за рік кампанії, «апеляцію IDAHO» підписали близько 24 тисяч осіб з таких організацій, як Міжнародна асоціація лесбійок і геїв (ILGA), Міжнародна комісія з прав геїв і лесбійок (IGLHRC), Всесвітній конгрес ЛГБТ-юдеїв, Коаліція африканських лесбійок тощо.
У 2006 році в Європейському парламенті відбувся семінар на тему Міжнародного дня боротьби з гомофобією, на якому виступив Луї-Жорж Тен. Після цього Голова Європарламенту Жозеп Боррель зробив заяву про визнання Міжнародного дня проти гомофобії і трансфобії.

## Передумови

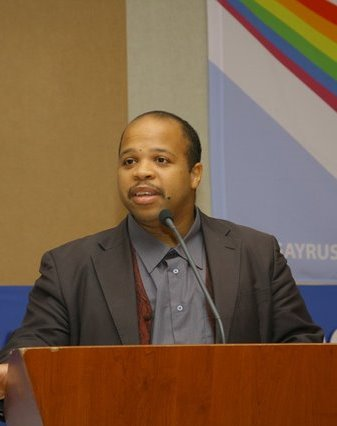
Луї-Жорж Тен

- У XX столітті гомосексуали у багатьох країнах зазнавали утиску: депортація геїв у концтабори в нацистській Німеччині, переслідування геїв в СРСР і США (епоха маккартизму).
- Дискримінація гомосексуалів. У вісімдесяти країнах гомосексуальність заборонена законом (Алжир, Сенегал, Камерун, Ліван, Кувейт і інші); у багатьох країнах вона карається ув'язненням строком до десяти років (Нігерія, Лівія, Сирія, Малайзія, Ямайка та інші); іноді закон передбачає довічне ув'язнення (Гаяна, Уганда). І ще в десятці країн до гомосексуалів застосовується страта (Афганістан, Іран, Саудівська Аравія, Ємен та інші).
- Декілька африканських президентів за власною ініціативою оголосили боротьбу цьому «лиху», яке вони назвали «антиафриканським».
- Навіть в найбільш толерантних країнах, наприклад, Бразилії ескадрони смерті і скінхеди тероризують міста: в період з 1980 по 2000 рік офіційно зареєстровані 1960 вбивств гомосексуалів на ґрунті ненависті.
- У більшості країн гомонегативізм проявляється ще інтенсивніше, ніж раніше.

## Цілі
- Протидія будь-якому фізичному, моральному і символічному насильству щодо людей з іншою сексуальною орієнтацією або гендерною ідентичністю;
- підтримка і координація усіх ініціатив по всьому світу, які допомагають усім громадянам досягти рівних прав;
- прояв солідарності з усіма лесбійками, геями, бісексуалами й транссексуалами світу, у тому числі там, де вони не мають можливості виступати за свої права;
- проведення ширшої кампанії із захисту прав людини.

## Акції
Хоча подібна кампанія неможлива в країнах, де гомосексуальність переслідується, в толерантніших державах люди повинні виступити з протестом «від імені гноблених», заявили організатори заходів, які відбулися 17 травня в державах, що підтримали ініціативу про запровадження цього пам'ятного дня.
Визнання цього дня ставить певні зобов'язання перед міжнародною спільнотою, яка вже об'єдналася у боротьбі з багатьма іншими формами дискримінації й соціального насильства, але в більшості держав досі не створило широкої підтримки боротьби за рівні права людей різної сексуальної орієнтації або гендерної ідентичності.
Однією з основних ініціатив організаторів Міжнародного дня проти гомофобії і трансфобії стало роз'яснення цілей і причин запровадження цього дня в освітніх закладах.

### В Україні
17 травня 2005 року перші акції до Міжнародного дня проти гомофобії відбулися в Україні. Цього дня за ініціативи Регіонального інформаційного і правозахисного центру для геїв і лесбійок «Наш світ» під гаслом «Права геїв  — теж права людини» в м. Києві відбувся пікет Економіко-правового технікуму при Міжрегіональній Академії управління персоналом (ЕПТ при МАУП). Приводом для нього стало відрахування цим закладом вищої освіти студента-гомосексуала восени 2004 року. Акцію підтримали інформаційно-освітній центр «Жіноча мережа», «Гей-альянс», «Гей-Форум України» і Київський портал лібертарних ініціатив. Учасники пікету роздавали перехожим листівки із закликами зупинити гомофобію, расизм, ксенофобію й інші форми ненависті.
Після пікету на Майдані Незалежності в Києві учасники акції підняли повітряну кулю з символами толерантності й Дня протидії гомофобії і Райдужний прапор — символ ЛГБТ-спільноти. Акція проводилася за підтримки Програми Розвитку ООН в Україні [Архівовано 11 вересня 2014 у Wayback Machine.], Міжнародного Фонду «Відродження» і ВІЛ-сервісних організацій.
Україна як правова, демократична, європейська держава залишається відданою захисту основних прав і свобод людини і рішуче виступає проти будь-яких проявів дискримінації, включаючи гомофобію, трансфобію і біфобію.

Ми свідомі того, що лише повне забезпечення політичних, громадянських, економічних, соціальних і культурних свобод всіх громадян є надійним фундаментом для розбудови процвітаючої, вільної України. (Коментар МЗС України до Міжнародного дня проти гомофобії, трансфобії і біфобії, 2018)